# Natalja Kulikowa
Natalja Siergiejewna Kulikowa, ros. Наталья Сергеевна Куликова (ur. 12 maja 1982 w Wichoriewce) – rosyjska siatkarka. Reprezentantka Rosji, obecnie zawodniczka klubu Sewierstal Czerepowiec.
W sezonie 2010/2011 miała występować w azerskiej drużynie Rabita Baku, lecz ostatecznie została zawodniczką Beşiktaşu Stambuł. Od 2012 jest siatkarką zespołu Jenisiej Krasnojarsk, występującego w rosyjskiej Superlidze.
Mistrzyni świata z 2006.

## Kluby
| Klub                             | Kraj        | Od        | Do        |
| Sputnik Nowosybirsk              | Rosja       | 1995–1996 | 1998–1999 |
| Fakieł Nowy Urengoj              | Rosja       | 1999–2000 | 2001–2002 |
| Urałoczka 3 Jekaterinburg        | Rosja       | 2000–2001 | 2000–2001 |
| Fakieł Nowy Urengoj              | Rosja       | 2001–2002 | 2001–2002 |
| Samorodok Chabarowsk             | Rosja       | 2002–2003 | 2008–2009 |
| Uniwersytet-Biełogorie Biełgorod | Rosja       | 2009–2010 | 2009–2010 |
| Rabita Baku                      | Azerbejdżan | 2010      | 2010      |
| Beşiktaş Stambuł                 | Turcja      | 2010–2011 | 2010–2011 |
| Sewierstal Czerepowiec           | Rosja       | 2011      | 2012      |
| Jenisiej Krasnojarsk             | Rosja       | 2012      | ...       |

## Osiągnięcia
Osiągnięcia klubowe
- Finał Pucharu Rosji: 2002, 2005
- III miejsce w Pucharze Rosji: 2003
- III miejsce w Superlidze: 2007

Osiągnięcia reprezentacyjne
- Mistrzostwo świata: 2006
- II miejsce w Grand Prix: 2006
- II miejsce w igrzyskach olimpijskich młodzieży: 1998, 2002